# Emil Tabakov
Emil Tabakov (født 21. august 1947 i Ruse, Bulgarien) er en bulgarsk komponist, dirigent, bassist og kulturminister.
Tabakov studerede komposition, bass og direktion på Sofia State Academy of Music hos Todor Toshev, Marin Goleminov og Vladi Simeonov (1974-78). Han har skrevet 11 symfonier, orkesterværker, kammermusik, balletmusik, instrumentalværker, vokalværker etc. Tabakov var dirigent for Rousse Philharmonic Orchestra (1976-79), Sofia Soloists Chamber Orchestra (1979-87). Han var chefdirigent for Sofia Philharmonic Orchestra (1987) og igen fra (1998-2000). Tabakov har fra (2014) været dirigent for Bulgarian National Radio Symphony Orchestra. Han har var i (1997) kulturminister i Bulgarien.

## Udvalgte værker
- Symfoni nr. 1 (1981) - for orkester
- Symfoni nr. 2 (1984) - for orkester
- Symfoni nr. 3 (1988) - for orkester
- Symfoni nr. 4 (1997) - for orkester
- Symfoni nr. 5 (2000) - for orkester
- Symfoni nr. 6 (2001) - for orkester
- Symfoni nr. 7 (2005) - for orkester
- Symfoni nr. 8 (2010) - for orkester
- Symfoni nr. 9 (2015) - for orkester
- Symfoni nr. 10 (2018) - for orkester
- Symfoni nr. 11 (2020) - for orkester
- Astral Musik (1978) - for orkester
- Koncert (1995) - for orkester
- Klaverkoncert (2003) - for klaver og orkester